# GSC2700-874
GSC2700-874 — хімічно пекулярна зоря спектрального класу A5, що має видиму зоряну величину в смузі V приблизно 10,6.